# Borca di Cadore
Pour les articles homonymes, voir Borca.
Borca di Cadore est une commune italienne de la province de Belluno dans la région Vénétie en Italie.

## Administration
| Période                                  | Période | Identité | Étiquette | Qualité |
| ---------------------------------------- | ------- | -------- | --------- | ------- |
|                                          |         |          |           |         |
| Les données manquantes sont à compléter. |         |          |           |         |

### Hameaux
Villanova di Borca di Cadore

### Communes limitrophes
Calalzo di Cadore, San Vito di Cadore, Selva di Cadore, Zoldo Alto